# Siège de La Rochelle (1627-1628)
Pour les articles homonymes, voir Siège de La Rochelle.
Guerres de Religion
Batailles
Guerres de Religion en France
Prélude
- Mérindol (1545)
- Amboise (1560)
- Colloque de Poissy (1561)

Première guerre de Religion (1562-1563)
- Édit de Saint-Germain (1562)
- Massacre de Wassy (1562)
- Toulouse (1562)
- Vergt (1562)
- Rouen (1562)
- Dreux (1562)
- Orléans (1563)
- Paix d'Amboise (1563)

Deuxième guerre de Religion (1567-1568)
- Surprise de Meaux (1567)
- Michelade (1567)
- Saint-Denis (1567)
- Chartres (1568)
- Paix de Longjumeau (1568)

Troisième guerre de Religion (1568-1570)
- Jarnac (1569)
- La Roche-l'Abeille (1569)
- Poitiers (1569)
- Orthez (1569)
- Montcontour (1569)
- Pamproux (1569)
- Saint-Jean-d'Angély (1569)
- Arnay-le-Duc (1570)
- Rabastens (1570)
- Paix de Saint-Germain-en-Laye (1570)

Quatrième guerre de Religion (1572-1573)
- Saint-Barthélemy (1572)
- Sancerre (1572-1573)
- Sommières (1573)
- La Rochelle (1573)

Cinquième guerre de Religion (1574-1576)
- Dormans (1575)
- Édit de Beaulieu (1576)

Sixième guerre de Religion (1577)
- Paix de Bergerac (1577)
- Édit de Poitiers (1577)

Septième guerre de Religion (1579-1580)
- Traité de Nérac (1579)
- Paix du Fleix (1580)

Huitième guerre de Religion (1585-1598) 
Guerre des Trois Henri

- Traité de Joinville (1584)
- Édit de Nemours (1585)
- Jarrie (1587)
- Coutras (1587)
- Vimory (1587)
- Auneau (1587)
- Journée des Barricades (1588)
- Arques (1589)
- Ivry (1590)
- Paris (1590)
- Journée des Farines (1591)
- Chartes (1591)
- Poncharra (1591)
- Châtillon (1591)
- Rouen (1591-1592)
- Craon (1592)
- Port-Ringeard (1593)
- Fort Crozon (1594)
- Fontaine-Française (1595)
- Doullens (1595)
- Amiens (1597)
- Édit de Nantes (1598)

Rébellions huguenotes (1621-1629)
- Saumur (1621)
- Saint-Jean-d'Angély (1621)
- La Rochelle (1621)
- Montauban (1621)
- Riez (1622)
- Royan (1622)
- Sainte-Foy (1622)
- Nègrepelisse (1622)
- Saint-Antonin (1622)
- Montpellier (1622)
- Saint-Martin-de-Ré (1622)
- Traité de Montpellier (1622)
- Blavet (1625)
- Île de Ré (1625)
- Traité de Paris (1626)
- Saint-Martin-de-Ré (1627)
- La Rochelle (1627-1628)
- Privas (1629)
- Alès (1629)
- Montauban (1629)
- Paix d'Alès (1629)

Révocation de l'édit de Nantes (1685)
Le siège de La Rochelle, ordonné par Louis XIII et commandé par le cardinal de Richelieu, principal ministre du roi, commence le 10 septembre 1627 et se termine par la capitulation de la cité protestante, le 28 octobre 1628.

## Origines

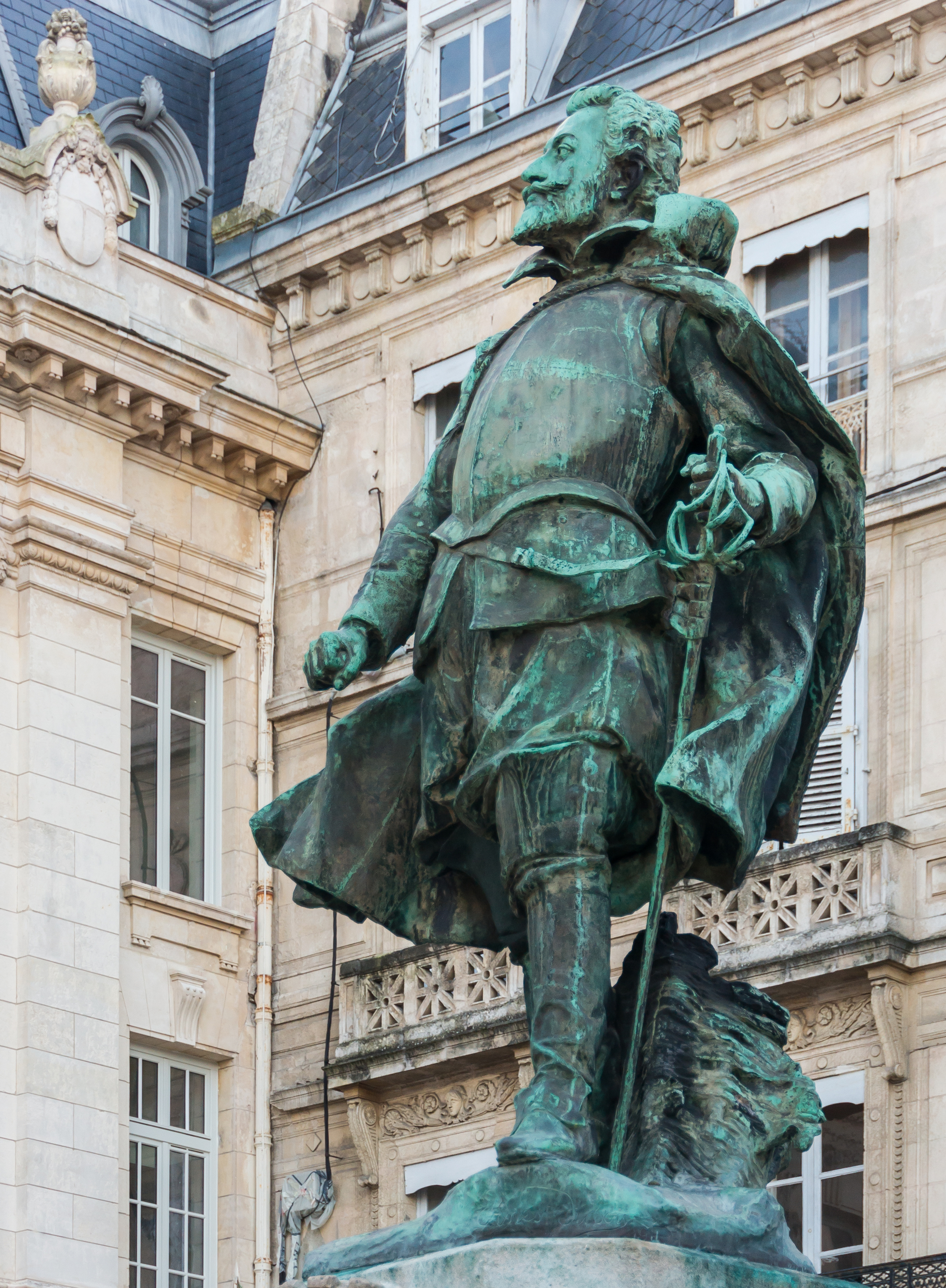
Jean Guiton, armateur protestant élu maire de La Rochelle en 1628.

Grâce à l’édit d’Henri IV, La Rochelle, cité riche de 28 000 habitants dont près de 18 000 protestants, est devenue un haut lieu de la religion réformée en France. Ce port, dernière place de sûreté des huguenots, est en relation avec les Provinces-Unies  qui sont devenues calvinistes et reçoit de la mer l’aide de l'Angleterre.
En effet, en mai 1621, La Rochelle proclame son indépendance, et la constitution d’une « Nouvelle République de La Rochelle » est établie sur le modèle de la République des Provinces-Unies des Pays-Bas, sur le modèle de la République de Genève sous Jean Calvin. Le roi Louis XIII confie en juin 1621 au Duc d’Épernon le soin de faire le siège de la ville.
La principale crainte de Richelieu est que cette place forte devienne une sorte de bastion d’où les protestants, aidés financièrement par l’Angleterre et la Hollande, pourraient mettre en péril le pouvoir royal et étendre leur influence à l’ensemble du territoire. Il déclare : « Il faut couper la tête du dragon ».
Le roi Louis XIII a fait de brillantes campagnes militaires, mais il est surtout à l'aise dans la guerre de mouvement. Il l'a montré en 1622, en prenant la tête de ses troupes lors de la victoire de l'île de Riez contre les protestants de Benjamin de Rohan, mais il a échoué en 1621 au siège de Montauban et n'a remporté qu'un demi-succès en 1622 devant Montpellier. Il n'est donc plus question d'engager le prestige royal dans un siège que l'on prévoit long et complexe. Le commandement militaire est confié au cardinal de Richelieu.

## Ordre de bataille
L'armée de siège comprenait (à compléter) :
- Régiment de Bioulle
- Régiment de Chappes
- Régiment de Chastellier-Barlot (1615-1628)
- Régiment de Coëtquen
- Régiment de Croisilles
- Régiment d'Estissac
- Régiment de Fougeray
- Régiment de Gacé
- Régiment de Guron
- Régiment des Gardes françaises
- Régiment de La Bergerie
- Régiment de La Chapelle-Balou
- Régiment de La Pluralière
- Régiment de Marillac
- Régiment de Maulny
- Régiment de Navarre
- Régiment de Piémont
- Régiment de Pompadour (1619-1631)
- Régiment de Rambures
- Régiment de Riberac
- Régiment de Soissons (1622-1630)
- Régiment d'Urbelière
- Régiment de Vaillac
- Régiment de Vaubécourt

## Début du siège
La Rochelle est soutenue par l'Angleterre en tant que ville protestante, mais aussi pour freiner le développement de la marine française. George Villiers, duc de Buckingham, quitte le port de Portsmouth  avec 110 vaisseaux et 8 000 hommes, et débarque sur l'île de Ré le 12 juillet 1627, entamant le siège de la citadelle.
Informé, Richelieu réagit rapidement. Il commence le siège de la ville et fait fortifier les îles de Ré et Oléron. L’armée royale déploie quant à elle ses 20 000 hommes autour de la ville, coupant toutes les voies de communication terrestres. Le ravitaillement ne peut plus venir que de la mer. Le commerce est alors bloqué.
Georges Villiers s’installe dans un premier temps dans l’île de Ré, le 22 juillet 1627. Bien qu'étant elle aussi protestante, l'île n'a cependant pas rejoint la rébellion contre le roi. Le duc en est chassé par Henri de Schomberg et Toiras puis est battu en mer le 17 novembre. Il finit par rentrer sans gloire en Angleterreaprès avoir perdu 4000 soldats.

## La digue
Pour empêcher le ravitaillement par mer, Richelieu entreprend le 30 novembre la construction par 4 000 ouvriers d’une digue longue de 1 500 mètres et haute de vingt. Les fondations reposent sur 59 vieux navires coulés et remblayés. Des canons pointés vers le large sont disposés en renfort. De longs pieux inclinés à 45° et terminés par des pointes en acier empêchent les bateaux d’aborder la digue.

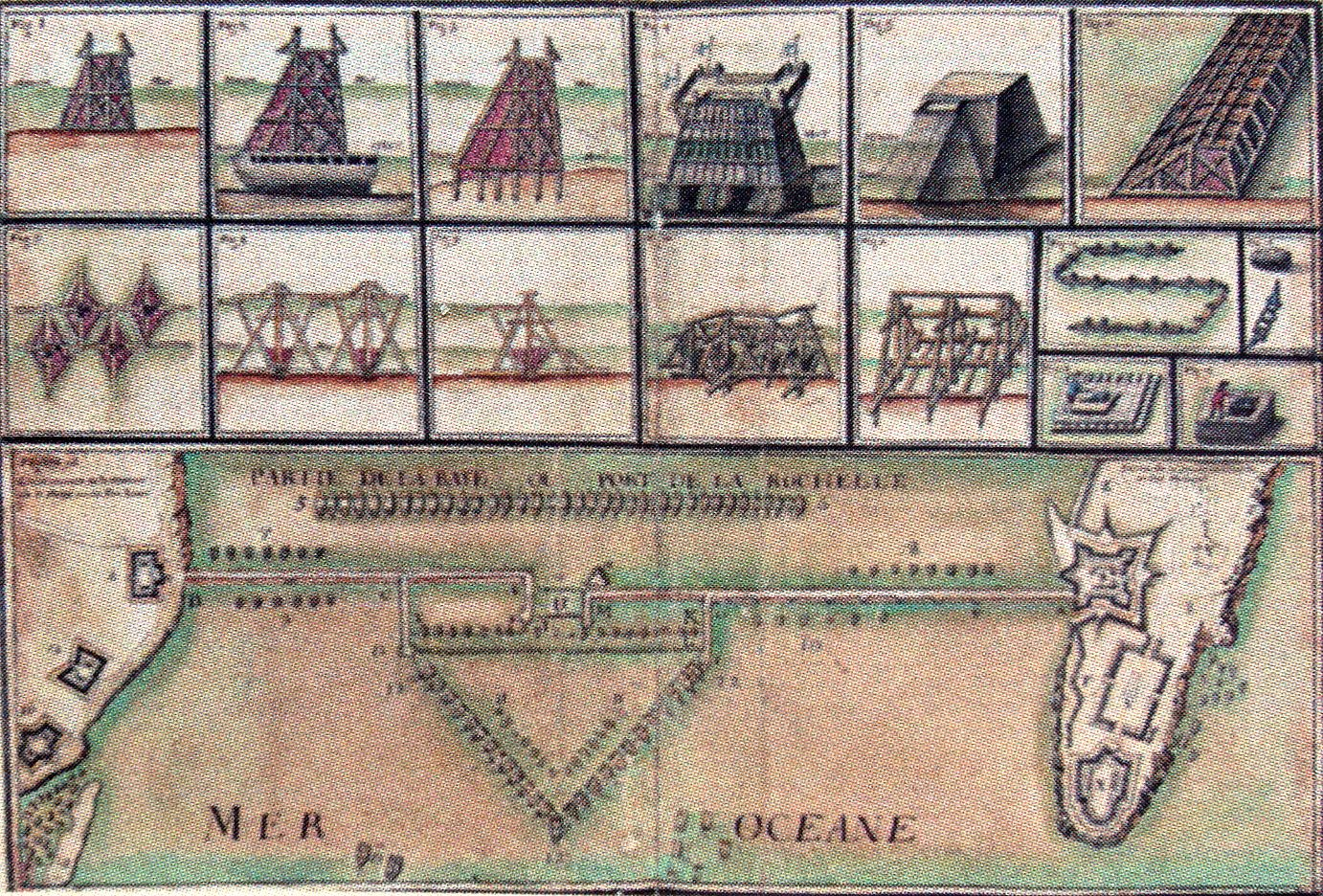
Plan de H. Bachot, modifié et complété par Claude Masse relative à la construction de la digue de La Rochelle.

La flotte française, sous le commandement de l'amiral Marino Torre (it), a bloqué le port.

## Les secours anglais

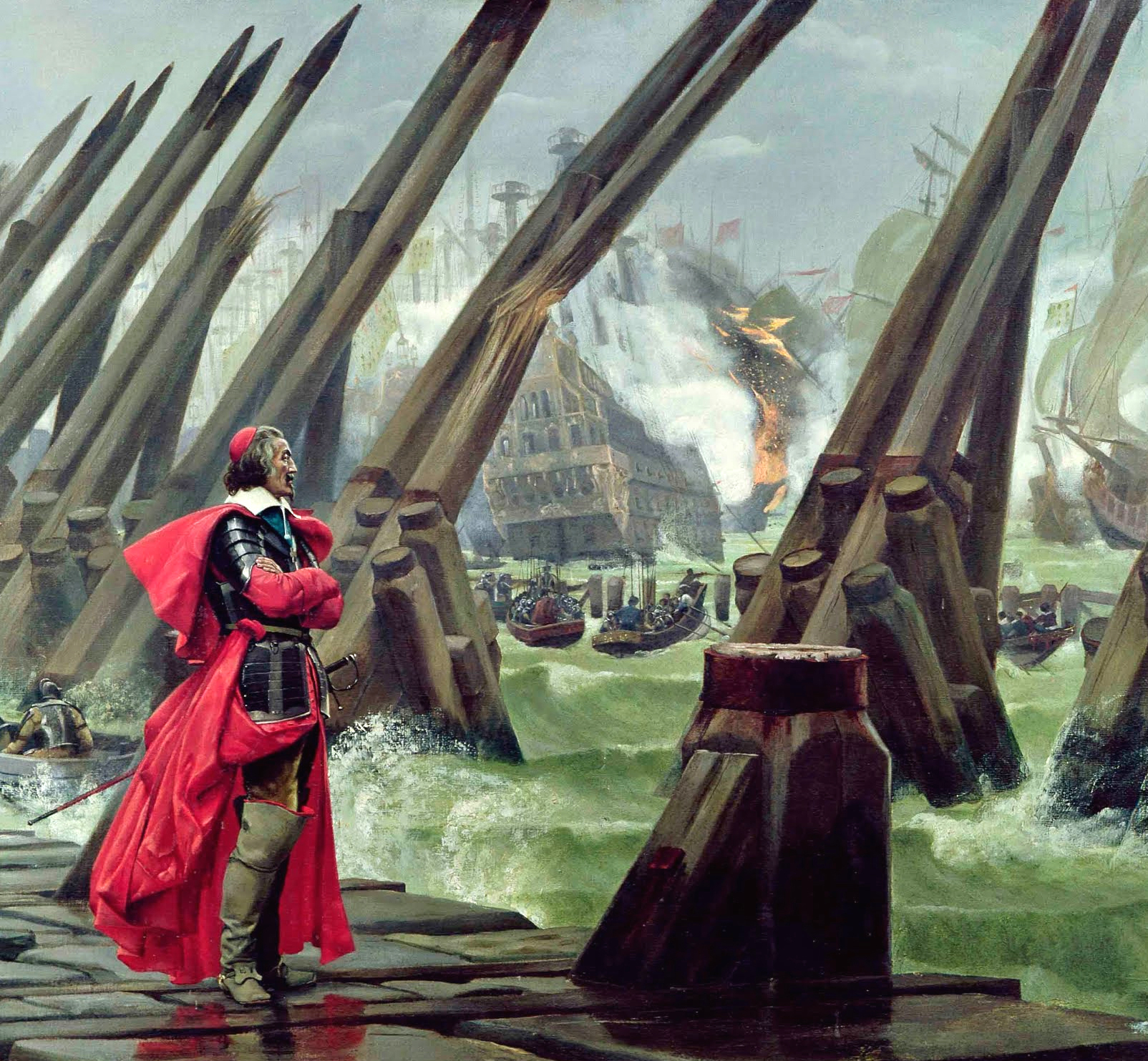
Le cardinal de Richelieu aux bords de La Rochelle, face à lui des navires assiégeant la ville.

L'Angleterre a envoyé trois flottes.

### Première expédition de La Rochelle
Pour la première expédition, le roi d'Angleterre Charles Ier envoie une flotte de 80 navires, sous le commandement de George Villiers (1er duc de Buckingham), qui débarque sur l'île de Ré le 12 juillet 1627 avec comme objectif de maîtriser les approches de La Rochelle, et d'encourager la rébellion huguenote de La Rochelle.
C'est le début de la guerre anglo-française.

### Deuxième expédition de La Rochelle
La deuxième expédition, dirigée par William Feilding, part d'Angleterre en avril 1628, et arrive à proximité de la ville assiégée en mai. Elle était composée de 60 navires et 6 ramberges. La flotte anglaise repart pour Portsmouth sans avoir combattu, le comte de Denbigh déclarant qu'il n'avait pas voulu mettre en danger les vaisseaux du roi dans un combat incertain.

### Troisième expédition de La Rochelle
Une troisième flotte, qui appareille en août 1628, est envoyée, sous le commandement de l'amiral Robert Bertie, 1er comte de Lindsey, pour essayer de soulager et ravitailler la ville. Cette flotte, composée de 29 navires de guerre et 31 navires marchands, arrive en vue de La Rochelle en septembre 1628. Après avoir bombardé des positions françaises pour essayer de forcer la digue en vain, la flotte anglaise est contrainte de se retirer. À la suite de cette dernière attaque, qui échoue à nouveau, la ville, réduite à la famine, capitule sans condition le 28 octobre 1628. Elle ne compte plus que 5 400 habitants.

## Les affres du siège
Les vivres commencent à s’épuiser, et les navires anglais venus en soutien sont contraints de rebrousser chemin. La décision est alors prise, comme à Alésia, de faire sortir de la ville les « bouches inutiles ». Sont ainsi expulsés femmes, enfants et vieillards. Tenus à distance par les troupes royales, qui n’hésitent pas à faire feu sur eux, ils errent pendant des jours sans ressources et meurent de privation. Une deuxième, puis une troisième expédition anglaise échouent, malgré des tirs nourris. Les Rochelais sont contraints de manger, entre autres, des chevaux, des chiens ou des chats. Lorsque la ville finit par se rendre, il ne reste que 5 400 survivants sur les 28 000 habitants. Louis XIII leur accorde son pardon. Ils doivent néanmoins fournir leur certificat de baptême, sacrement commun aux catholiques et réformés, les murailles sont rasées.
La capitulation est inconditionnelle. Par les termes de la paix d'Alès du 28 juin 1629, les huguenots perdent leurs droits politiques, militaires et territoriaux, mais conservent la liberté de culte garantie par l'édit de Nantes.

## Conditions de la capitulation
Par un édit royal, daté de La Rochelle du 3 novembre 1628, Louis XIII règle le sort de la ville : réautorisation de l'exercice libre et public du culte catholique et maintien du culte réformé (les églises devant être rebâties aux frais des Rochelais et restituées à leurs anciens possesseurs avec les cimetières) ; une croix doit être dressée sur la place du château avec une inscription commémorant la reddition ; chaque année, le 1er novembre, une procession solennelle doit avoir lieu en action de grâce ; le temple principal de la ville doit être érigé en cathédrale et siège d'évêque ; les rebelles sont pardonnés.

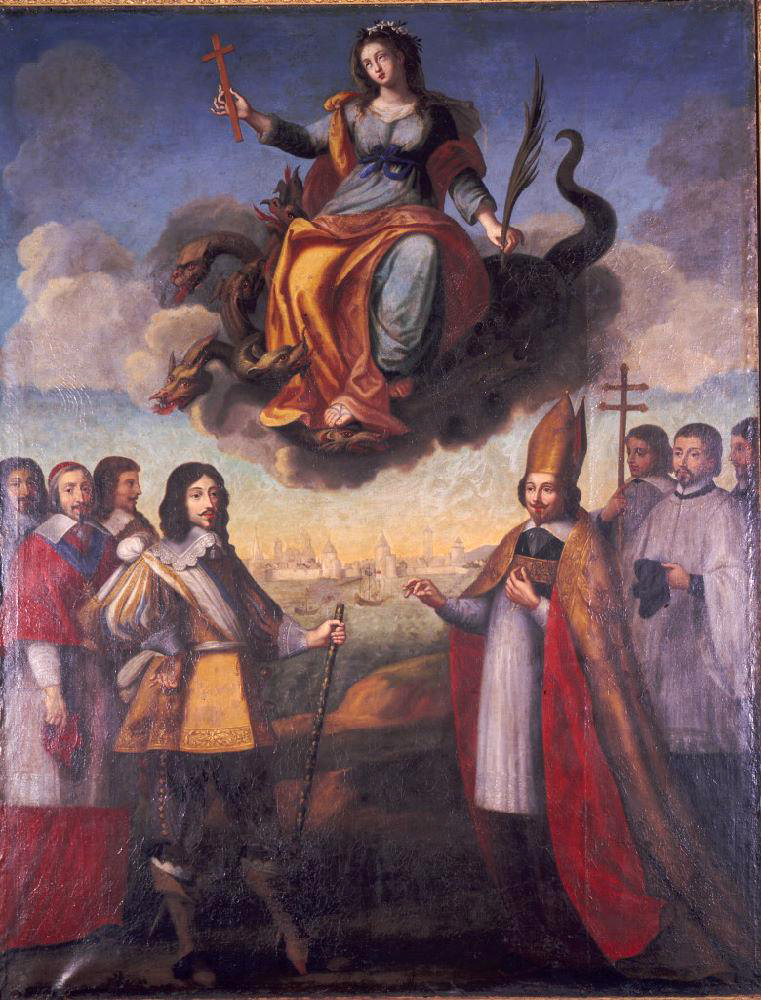
Louis XIII et Richelieu font leur entrée à La Rochelle par Pierre Courtilleau.

## Dans les arts et la culture

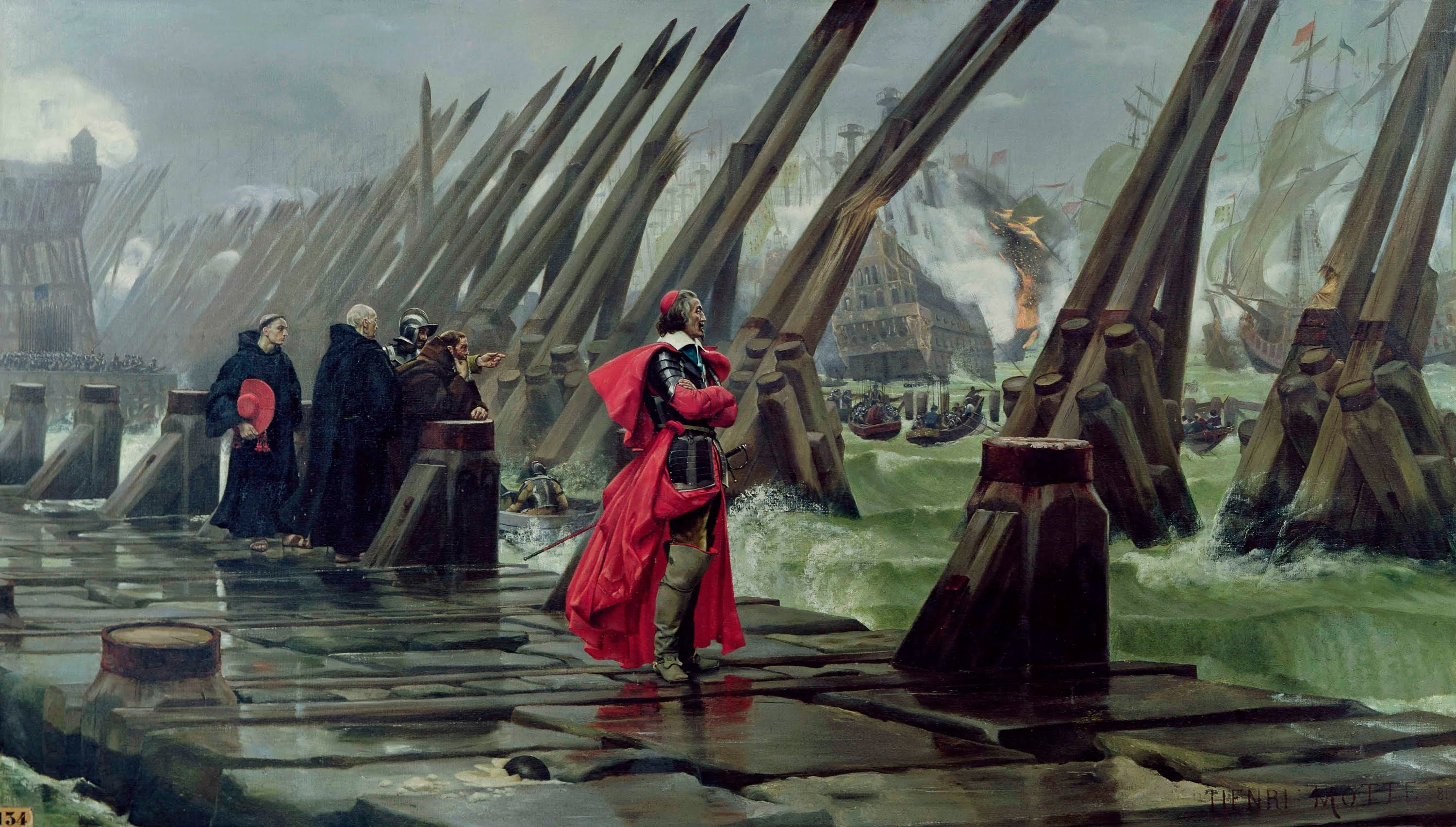
Richelieu sur la digue de La Rochelle (Henri-Paul Motte, 1881).

### Télévision
- 1977 : Les Grandes Batailles du passé, épisode Le Siège de la Rochelle 1627 réalisé par Henri de Turenne et Daniel Costelle.
- 2020 : La Rochelle : ville fortifiée réalisé par Stéphane Jacques.
- 2024 : Mary and George : l'expédition menée par George Villiers, duc de Buckingham, et les pertes humaines anglaises nombreuses lors de celle-ci sont évoquées dans le dernier épisode de la série lors de son assassinat par John Felton.

### Littérature
Alexandre Dumas s’empare de cet épisode de l’histoire de France pour en faire un des chapitres de son célèbre roman Les Trois Mousquetaires. Il prend cependant quelques libertés avec la vérité : il n’hésite pas à déplacer certains personnages dans le temps et fait ainsi participer d'Artagnan (le véritable d’Artagnan, âgé d’une quinzaine d’années en 1627, n’a jamais pris part aux faits ; en réalité, ce dernier a consacré sa carrière à servir Louis XIV, et non Louis XIII sous le règne duquel s'est déroulé le siège de La Rochelle). D'autre part, cet ouvrage — s'il introduit bien le contexte historique — se concentre sur les épisodes de bravoure des principaux protagonistes sans pour autant décrire les événements qui conduisirent à la victoire royale.
Robert Merle dépeint également ce siège dans La Gloire et les Périls, onzième tome de la série Fortune de France. Malgré quelques aménagements narratifs, le siège y est dépeint de façon beaucoup plus réaliste, tant par les détails historiques que par l'esprit général du siège, qui fut long et difficile, et dépendant en outre des capacités d'organisation de Richelieu.

### Musique
Le Siège de La Rochelle, un opéra de Michael Balfe (1808-1870), créé au Drury Lane à Londres, le 29 octobre 1835 sur un livret d'Edward Fitzball.

### Cinéma
Le siège de la Rochelle est montré dans Les Trois Mousquetaires : Milady, second film du diptyque réalisé par Martin Bourboulon et adapté du roman d'Alexandre Dumas. Pour représenter La Rochelle et son siège, la production tourne à Saint-Malo (Ille-et-Vilaine), notamment au Fort National (qui fait office de doublure pour les fortifications de La Rochelle),, ainsi que sur la plage de l’Éventail. La plage Bonaparte de Plouha (Côtes-d'Armor) sert également de décor, ainsi que le Fort la Latte à Plévenon.

### Articles connexes

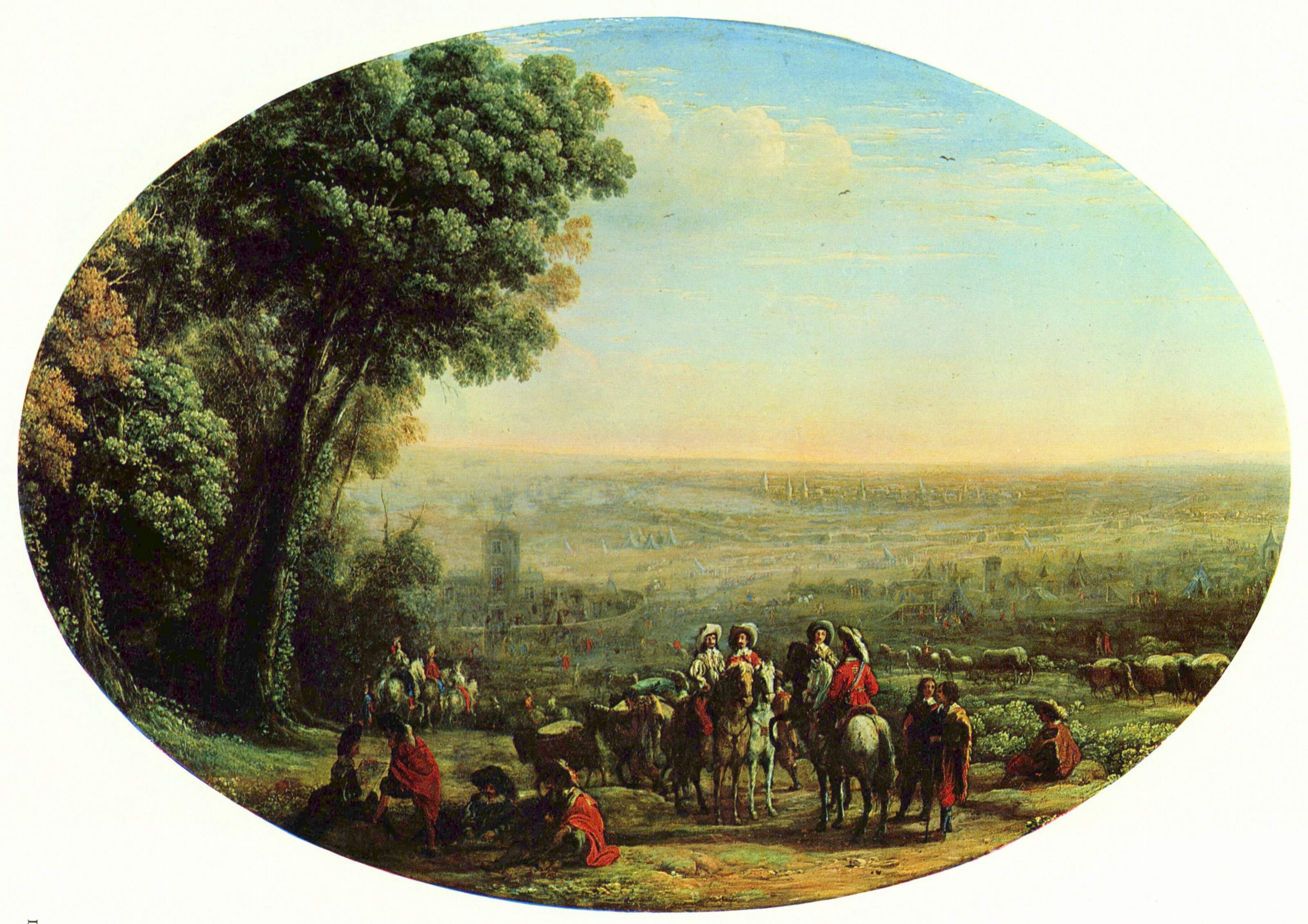
Le siège de La Rochelle, Claude Lorrain, 1631.